# Gasherbrum IV
El Gasherbrum IV és el 17è pic en la llista de les muntanyes més altes de la terra i la 6a en la llista de muntanyes del Pakistan. És un dels pics del massís del Gasherbrum.

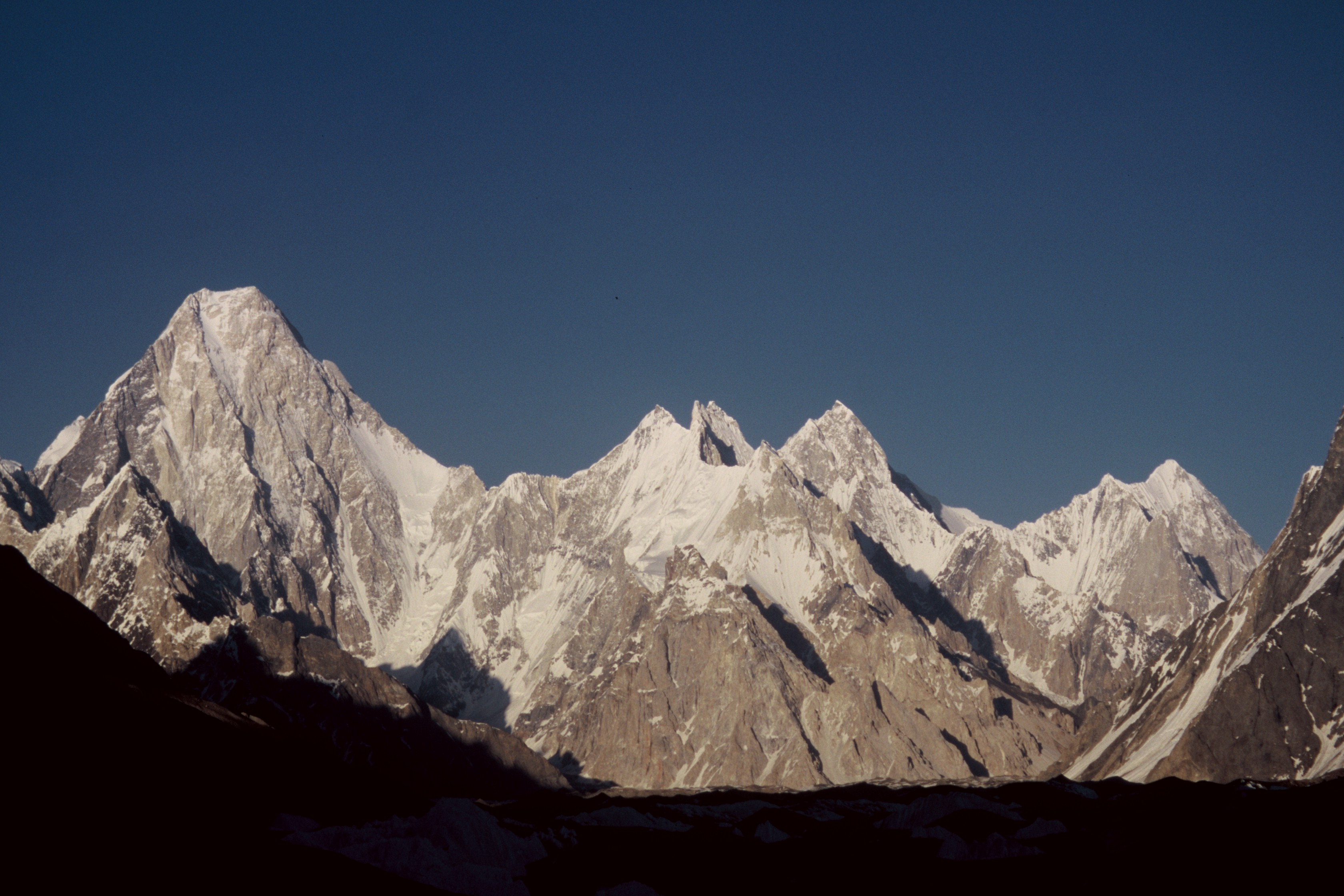
D'esquerra a dreta: Gasherbrum IV, VII, V, VI

Els Gasherbrums són un remot grup de muntanyes que es troben a l'extrem nord-est de la glacera de Baltoro, a la serralada del Karakoram, en l'extrem occidental de l'Himàlaia. El massís conté tres dels cims de 8.000 metres (si s'hi inclou el Broad Peak). Gasherbrum sovint es diu que significa "paret brillant", presumptament una referència a la molt visible cara oest del Gasherbrum IV, però en realitat prové de "rgasha" (bonic) + "brum" (muntanya) en baltí

## Història d'ascensions
- 1958 Primera ascensió per Walter Bonatti i Carlo Mauri per l'aresta nord-est.
- 1985 Primera ascensió del mur de més de 3.000m, de la cara oest per Robert Schauer i Wojciech Kurtyka. Malgrat tot, el mal temps i el seu estat exhaust els va fer arribar a la cim nord, deixant el veritable cim.
- 1986 Primera ascensió per l'aresta nord-est per Greg Child, Tim Macartney-Snape i Tom Hargis. Aquesta és també la segona ascensió del Gasherbrum IV.
- 1997 Segona ascensió per la cara oest feta per un equip coreà (tot i que seguint una línia diferent).